# Élections locales algériennes de 1990
Les élections municipales algériennes du 12 juin 1990 sont les premières élections municipales pluralistes de l'Histoire algérienne. 
Le FIS en sort grand vainqueur et remporte notamment la capitale, Alger.

## Contexte
À la suite des manifestations d'octobre 1988, le peuple algérien se dote le 23 février 1989 d'une nouvelle Constitution par un le biais d'un référendum. Cette dernière introduit le multipartisme, remettant par conséquent en cause la position hégémonique historique du FLN.
Cette nouvelle Constitution rédigée en 1989 présente des différences par rapport à la Constitution de 1976 :
- Une responsabilité du Premier ministre devant l'Assemblée populaire nationale, qui auparavant était uniquement responsable devant le Président de la République. Un régime plus parlementaire, mais avec un président encore puissant qui s'inspire largement de la Ve République ;
- La disparition du terme "socialiste" ;
- L'introduction d'une vraie séparation des pouvoirs dans les différents titres, "Du pouvoir exécutif", "Du pouvoir législatif" et "Du pouvoir judiciaire" contre de simples "fonctions" dans la Constitution précédente ;
- La fin du parti unique et l'introduction du multipartisme pour la première fois ;
- Une affirmation plus franche du libéralisme économique.

Ces premières élections sont la première occasion d'expérimenter les nouvelles institutions démocratiques.

## Campagne
Le FIS a réussi à tisser un vaste réseau local ce qui lui assure une large assise populaire. Comme pour les élections législatives qui se dérouleront l'année suivante, on hésite pas à utiliser les mosquées pour faire des discours politiques.

## Résultats[2]
| Partis        | Voix      | %    |
| ------------- | --------- | ---- |
| FIS           | 4 331 472 | 54,3 |
| FLN           | 2 245 798 | 28,1 |
| RCD           | 166 104   | 2,1  |
| PNSD          | 131 100   | 1,6  |
| Autres partis | 179 036   | 2,2  |
| Indépendants  | 931 278   | 11,7 |
| Total         | 7 984 788 | 100  |